# Yuichi Yoda
Yuichi Yoda (jap. 要田 勇一 Yoda Yuichi; ur. 25 czerwca 1977) – japoński piłkarz występujący na pozycji napastnika.

## Kariera klubowa
Od 1996 do 2010 roku występował w klubach Vissel Kobe, Yokohama FC, Shizuoka FC, Central Kobe, Fernando la Mora, JEF United Chiba i AC Nagano Parceiro.